# Jardim Marco Zero
Jardim Marco Zero, também chamado de Marco Zero, é um bairro do município brasileiro de Macapá, capital do estado do Amapá. Segundo o censo demográfico de 2022, realizado pelo Instituto Brasileiro de Geografia e Estatística (IBGE), sua população era de 16 700 habitantes e havia 4 770 domicílios particulares permanentes ocupados.
De acordo com o IBGE, em 2010 a população era de 14 577 habitantes e havia 3 580 domicílios particulares.
Foi criado em 1989, tendo com seu surgimento acompanhando a tendência de expansão dos bairros da Zona Sul macapaense. Neste bairro fica localizado o monumento Marco Zero, que marca a passagem da linha do equador sobre Macapá e é um ponto turístico da cidade e do Amapá.